# Massaker an Usipetern und Tenkterern

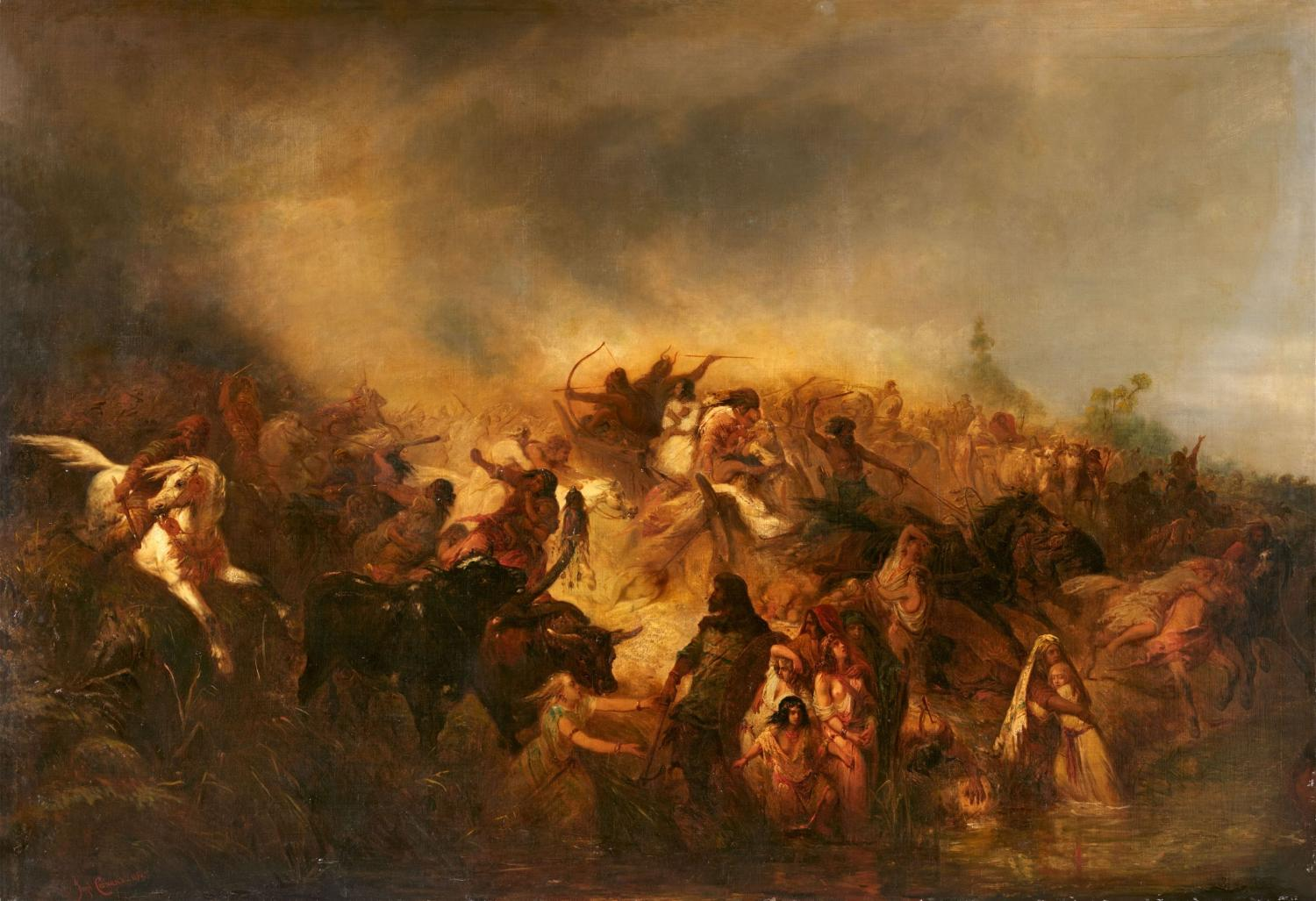
Joseph Coomans, Überfall der Römer auf die Usipeter und Tenctener, 1856.

Das Massaker an den Usipetern und Tenkterern durch römische Truppen unter Gaius Iulius Caesar ereignete sich im Jahr 55 v. Chr. Die wichtigste schriftliche Quelle ist Caesars eigener Bericht in De bello Gallico.

## Vorgang

### Caesars eigener Bericht
Die germanischen Stämme der Usipeter und Tenkterer verließen im Winter 56/55 v. Chr. ihre Siedlungsgebiete rechtsseitig des Rheins, nachdem sie von den Sueben laut Caesar drei Jahre bedrängt worden waren, und drangen gewaltsam in das Siedlungsgebiet der gallischen Menapier  links des Rheins ein.
Als Caesar davon hörte, begab er sich mit seinen Truppen dorthin. Gesandte der Usipeter und Tenkterer kamen ihm entgegen und baten um Schutz und um die Erlaubnis, im Flussdelta des Rheins zu siedeln. Caesar lehnte ab und forderte die Usipeter und Tenkterer auf, sofort auf die rechte Seite des Rheins zurückzukehren. Auch eine dreitägige Beratungsfrist, die die Germanen verlangten, bewilligte er ihnen nicht, weil er gehört hatte, dass die Reiterei der beiden Stämme die Maas überschritten hatte, um im Gebiet der Ambivariten zu plündern, und er nicht deren Rückkehr abwarten wollte. Stattdessen zog er mit acht Legionen den beiden Stämmen entgegen.
Die Gesandten der Stämme baten erneut darum, dass Caesar seine Truppen für drei Tage zurückhalten möge, bis sie Verhandlungen mit den Ubiern aufgenommen hätten, um sich in deren Land niederlassen zu können. Auch das verweigerte Caesar ihnen, sondern rückte mit seiner Reiterei vor. Daraufhin griffen die Germanen die um ein Mehrfaches stärkere römische Kavallerie mit ihren verbliebenen Reitern an und trieben sie in die Flucht.
Anschließend sprachen die Anführer der Stämme bei Caesar vor, um einen Waffenstillstand auszuhandeln. Caesar, der diesen Verhandlungsversuch in seinem Bericht als Betrug bezeichnete, hielt die Gesandten in seinem Lager fest und ließ germanische Lager angreifen.  In der folgenden Schlacht an der Mündung von Maas und Waal bei Kessel und Heerewaarden besiegten die Römer die beiden Stämme, die sich ohne ihre Anführer in ihren Wagenburgen zu verteidigen versuchten. Die fliehenden Krieger, aber auch Alte, Frauen und Kinder, die versuchten, den Fluss zu überqueren, wurden nicht verschont. Caesar sprach von 430.000 Opfern, während die Römer keinen einzigen Verlust zu beklagen hatten. Caesar zwang die Überlebenden, in ihre Heimat zurückzukehren.

### Weitere Quellen und Bewertung
Während Caesar den Angriff auf die Usipeter und Tenkterer als Konsequenz auf deren Überfall auf die gallischen Stämme und den Überraschungsangriff auf die römische Kavallerie schilderte, wurde die Situation in Rom anders beurteilt. Plutarch berichtet in zwei Abschnitten seiner Vitae parallelae über die Reaktion auf die Vorgänge im Senat: Marcus Porcius Cato der Jüngere klagte Caesar des Vertragsbruchs an. Er habe die Stämme angegriffen, während diese verhandeln wollten. Er warnte, dass nicht die Germanen, sondern Caesar die größte Gefahr für das Römische Reich sei. Sueton erwähnt zwar nicht das Massaker an den Usipetern und Tenkterern, beschrieb Caesar aber als kriegslüstern und grausam.
Die von Caesar angegebene Zahl von 430.000 erschlagenen Germanen halten Historiker für übertrieben. 150.000 bis 200.000 Opfern seien realistischer. Das Massaker sei als Völkermord zu beurteilen.

## Archäologische Funde
In Kessel wurden bei Baggerarbeiten zwischen 1975 und 1995 die Knochen von etwa 100 Individuen gefunden (Männer, Frauen und Kinder), die „Spuren von erheblicher Gewalteinwirkung“ aufwiesen, sowie Teile militärischer Ausrüstung. Letztere werden auf das erste vorchristliche Jahrhundert datiert, was als auch mittels der Radiokarbonmethode bestätigt wurde. Die Strontiumisotopenanalyse der Zähne dreier Individuen ergab, dass die Toten wohl aus Regionen östlich des Rheines stammen. Die Funde sind laut Nico Roymans von der Freien Universität Amsterdam der erste archäologische Nachweis für die Anwesenheit Caesars an diesen Örtlichkeiten.